# Sandra Calderón
Sandra Calderón geb. Schwarzhaupt (* 1978 in Köln) ist eine deutsche Sängerin aus den Bereichen Klassik und Pop in der Stimmlage Mezzosopran.

## Leben und Karriere
Sandra Schwarzhaupt nahm bereits als Jugendliche erste Tonaufnahmen im klassischen Bereich auf und wurde in jener Zeit als musikalisches Wunderkind vermarktet, woraus zahlreiche Auftritte in Fernsehshows und auch in der bekannten Carnegie Hall folgten. Mitte der 1990er Jahre produzierte Schwarzhaupt mehrere Longplayer, an denen unter anderem Mike Batt, Albert Hammond und Joachim Heider beteiligt waren. 
Die Filmemacherin Beatrix Wilmes begleitete Schwarzhaupt über einen Zeitraum von elf Jahren immer wieder mit der Kamera. Die dreiteilige Dokumentation (Das Wunderkind Sandra Schwarzhaupt (1992), Vom Wunderkind zum Popstar (1994) und Solo für Sandra (2001)) wurde im WDR ausgestrahlt.
1995 sang Schwarzhaupt vor dem Boxkampf zwischen Axel Schulz und George Foreman in Las Vegas das Lied Hero of the Night. Der Titel konnte sich daraufhin auf Platz 80 in den deutschen Singlecharts platzieren. Im Jahr 1997 übernahm Schwarzhaupt im Zeichentrickfilm Die furchtlosen Vier die Synchronisation der Katze Gwendolyn, 1999 trat sie als Gast in der Show Zimmer frei! auf.
Die Künstlerin ist bis in die Gegenwart musikalisch aktiv und tritt mit Liederabenden und Konzerten regelmäßig auf. Schwarzhaupt lebte von 2006 an einige Jahre im New Yorker Stadtviertel Upper West Side in den Vereinigten Staaten. Sie ist mit dem Tenor Lázaro Calderón verheiratet, mit dem sie seit 2013 wieder in ihrer Heimatstadt Köln lebt. Sie hat eine 2015 geborene Tochter.

## Diskografie
- 1989: Besinnliche Weihnachten
- 1989: Engels Stimme in stiller Nacht
- 1991: Live in der Carnegie-Hall/Mozartlieder
- 1992: Wolfgang Amadeus Mozart
- 1994: Written in the Stars (RCA Records)
- 1996: True Stories (RCA Records)
- 1999: Inspiration
- 2004: Tagebuch der Anne Frank